# Veve (película)
Veve es una película de producción keniana y alemana estrenada en 2014. La película fue dirigida por Simon Mukali.

## Argumento
El filme toma el título directamente de una de las denominaciones dadas al khat o miraa, una planta narcótica muy popular en el este del continente africano. Este narcótico será el hilo principal del argumento, generando el conflicto principal entre el poder oligárquico (casi monopolístico, encabezado por Amos, el político traficante, y Sammy, su fiel ayudante),  las numerosas familias productoras y un joven Kenzo sediento de venganza. La película muestra el engranaje productivo, de distribución y consumo, así como la parte más cruda derivada de esta droga; ejemplificada a través del hijo de Sammy. Diversas historias se entrecruzarán entre los personajes de Amos y Sammy, su enemigo Wadu, la mujer de Amos, Kenzo, y un joven y naif director de documentales blanco, desencadenando en una vorágine de pasiones, venganza, mentiras y engaños.
Uno de los protagonistas del filme es Amos, un parlamentario local sin ningún tipo de escrúpulos, quien aspira a convertirse en gobernador de Maua en las próximas elecciones. Junto a esta ambición política, mantiene un gran interés en ampliar su actividad comercial, la cual dista de ser lícita y legal. Amos es un proveedor clave para el exportador de veve, Wadu, un astuto hombre de negocios que controla una parte considerable del negocio de esta droga particular del este africano. Amos avista la oportunidad de expandir su fraudulento negocio para ampliar su relación laboral con Wadu y adquirir una participación mayor en el negocio. Sammy, su mano derecha, le ayuda en esta empresa haciendo el trabajo sucio por él. Sin embargo, con el paso del tiempo, Sammy cada vez se muestra más reacio a continuar con estas prácticas, ya que está luchando por conectarse como padre con su hijo rebelde, Kago.
No obstante, en plan de Amos se topa con el rechazo por parte de Wadu, lo que lleva a Amos a tomar las cosas por la fuerza. Pone en marcha una cadena de eventos para sacar a Wadu del negocio y, a la vez, los granjeros de Maua que obtienen maní para su cultivo quieren mejorar las condiciones, llegando a formar un sindicato. Estas aspiraciones y ambiciones tan grandes, conducen a la decadencia paulatina, aunque decisiva, del matrimonio de Amós con su esposa Esther, aunque él no parece darse cuenta de esto. En este momento entra en escena Kenzo, un exconvicto, con un único objetivo: completar su venganza cazando al hombre que mató a su padre: Amos. Su primer intento se produce en un mitin de campaña y falla. A raíz de esto, busca la ayuda de su compañero exconvicto Julius, y traman un plan de múltiples frentes para atacar los intereses comerciales de Wadu y Amos simultáneamente, lo que desencadena un choque fatal entre los dos y finalmente destruye a Amos. A la par de acercarse al entorno más cercano de Amos, ya que para debilitar sus planes consigue que le contraten como transportista, los caminos de Esther y Kenzo se cruzan y ella termina encontrando consuelo en sus brazos. 
Ante la pequeña revuelta de los campesinos, Amos ordena a Sammy que queme la granja de Mzee como lección para los sindicalistas. Mientras el nieto de Mzee, Morris, se pregunta qué hacer a continuación, su impulsivo amigo y aspirante a cineasta de documentales Clint intenta confrontar a Amos, lo que solo empeora las cosas.
Inevitablemente, las cosas se desbordan. Kenzo y Julius asaltan los intereses comerciales de Amos y Wadu, y Julius lo paga con su vida. Amos persigue a Kenzo mientras Sammy se debate entre obedecer sus órdenes y encontrar a su hijo que se ha escapado de casa. Esther lucha entre ser fiel al hombre con el que se casó y salvar al hombre que acaba de conocer. La paciencia de Wadu se agota después de que descubre la fuente de sus problemas, y contrata a un asesino para acabar con Amos. Frentes que en un primer momento parecían alejados entre sí, se entrelazan inevitablemente en la parte final y álgida de la película.

## Trasfondo
Siguiendo el éxito del largometraje Soul Boy, One Fine Day Films (producción keniana) junto a Ginger Ink en colaboración con DW Akademie, unieron fuerzas para diseñar una formación de doble módulo: One Fine Day Films Workshops, la cual recabó a varios profesionales del séptimo arte de todas partes de África, reuniendo a los mejores expertos. 

## Festivales
2014
- Festival de Cine de Durban
- Filmfest Hamburgo

## Reparto
- Emo Rugene como Kenzo
- Lizz Njagah como Esther
- Conrad Makeni como Sammy
- Lowry Odhiambo como Amos
- Adam Peevers como Clint
- Victor Munyua como Morris
- David Wambugu como Kago
- Joseph Peter Mwambia como Mzee
- Delvin Mudigi como Julius
- Albert Nyakundi como Policía Corrupto
- Philip Mwangi como Bernard
- Fidelis Nyambura como Betty
- Mary Gacheri como la mujer de Mzee
- Salim Paul como Wadu joven

## Premios y nominaciones
En el festival internacional de Kalasha del año 2015, obtuvo 7 nominaciones: Mejor Interpretación Musical, Mejor Técnico De Iluminación, Mejor Guion Original, Mejor Largometraje, Mejor Director De Fotografía, Mejor Diseñador De Producción y Mejor Director; resultando en premio las nominaciones de Mejor Técnico De Iluminación, Mejor Largometraje, Mejor Diseñador De Producción y Mejor Director. 
También obtuvo una nominación en el Africa Magic Viewers Choice Awards de 2015, al premio AMVC, resultando nominado Ayako Bertolli como Mejor Director De Arte. Por último destaca la nominación en el Carthage Film Festival de 2014 al Tanit d'Or como Mejor Largometraje Narrativo.

## Recepción

### Crítica
La crítica general de la película y la recepción obtenida es bastante buena, teniendo en cuenta que su reparto y dirección fueron llevados por personalidades del cine para nada conocidas. En la web IMDb aparece con una valoración de 6,5 estrellas sobre 10, que, en comparación con grandes superproducciones recientes que obtienen valoraciones inferiores, está muy bien; situándose varios clásicos del cine entre las 7,5 y 8,5 estrellas. 
Una crítica bastante interesante es la realizada por Damaris Agweyu, que escribe para Kenya Buzz. Su reseña se fundamenta en el hecho de que el tráiler no coincide con la película de la manera tradicional: "La mayoría de las veces, las películas no pueden estar a la altura de sus increíbles avances. Con VEVE, fue todo lo contrario; el avance no pudo estar a la altura de la película. Lo cual para mí, es simplemente extraño. Prometieron menos y entregaron más."

### Recaudación
La producción de la película en cuestión es de carácter independiente de productoras de poco renombre. Además, al tratarse de una producción keniana (Ginger Ink Films), con una pequeña participación alemana, a mano de One Fine Day Films y DW (Deutsche Welle), su taquilla no fue de carácter internacional y constituye un tipo de cine que podríamos calificarlo como alternativo. Por lo tanto, no existe prácticamente información sobre el éxito de la película, más allá de los premios y nominaciones, que más adelante abordaremos en mayor detalle. Aun así, según la página web especializada en el séptimo arte, IMDb, se estima una recaudación en torno a los 400,000 euros.

## Valoración histórica
En primer lugar, cabe recalcar que la película no se basa en un acontecimiento histórico real ni en una época o periodo específico. La trama dramática del filme se desarrolla mediante historias, en un principio independientes, pero que acaban convergiendo, en torno y a causa de la droga khat; mencionada en la película con el nombre de veve. 
Habiendo recalcado lo anterior, a la hora de realizar un dictamen sobre la fidelidad o no respecto a los hechos históricos que se narran en ella, nos detendremos en dos únicos factores: el entramado del narcótico khat y la imagen de la idiosincrasia del panorama político keniano. 
En lo que concierne al primero, cabe destacar la fidedigna escenificación y ejemplificación del mundo del khat o veve. Este narcótico es tremendamente popular en la zona oriental del continente africano, siendo consumida por millones de personas en países como: la propia Kenia, Eritrea, Tanzania, incluso Yemen, siendo los países más destacados Somalia y Etiopía. Alrededor del 80% de la población de estos dos últimos es adicta al khat, y su consumo supone un hábito de vida de lo más común y rutinario. Además, la producción, distribución y consumo de esta es el principal motor de la economía. 
La situación de Kenia guarda muchos puntos en común con la etíope y somalí, ya que también supone un gran sustento para la economía nacional, sino la mayor actividad económica. El consumo es legal y la droga es barata, por lo que se le relaciona con los desempleados, incluso su consumo puede tildarse de ritual. Todo esto se encuentra perfectamente ejemplificado en la película, ya que vemos que la mayoría de familias vive de la producción y venta del khat, incluso en las escenas que aparecen transeúntes, casi todos aparecen consumiendo el narcótico. También destaca la manera de escenificar el efecto del veve, sobre todo muy conmovedor e impactante en el caso del hijo de Sammy, Kago. 
En apartados anteriores se ha comentado la situación política del país, destacando en los últimos años la corrupción y la proliferación de las actividades arbitrarias e ilícitas por parte de ciertas autoridades políticas. Este problema que salpica a la situación sociopolítica de la nación se ejemplifica en el personaje de Amos con su implicación en el negocio del narcótico veve y su control cuasi monopolístico sobre la población de clase inferior a la suya. Amos, con la ayuda de su ayudante Sammy, está dispuesto a todo con el objetivo de expandir su negocio e influencia a la par que escala posiciones políticas a base de demagogia y falsas promesas.
En suma, concluimos diferenciando las posiciones que se adoptan en el desarrollo de la trama y la posible inclinación a la que incita esta. El personaje de Amos y su modus operandi se nos presenta como algo muy perjudicial para el devenir del pueblo keniano y su figura actúa al modo de un deśpota sin escrúpulos, por lo que se podría relacionar a Amos con el antihéroe clásico. Su antagonista y, por ende, sobre quien recae la figura del héroe es  Kenzo, que, si bien al principio del film muestra una impresión bastante oscura, frívola y desconcertante al espectador, nada más comienza a debilitar y a combatir a Amos desde el interior de su propio entramado, recibe en consecuencia el respaldo total del público. También se muestra la dependiente situación de miles de familias que solo pueden vivir de la producción del khat, siendo sometidos al control y deseos de poderosos oligarcas (como Amos o incluso Wadu) que ejercen un amenazante control directo sobre todas las acciones que pertenecen a la economía del narcotráfico. Por lo tanto, podemos espetar que la película se posiciona en contra del poder oligárquico que ejercen diversos aspirantes políticos y cargos electos de Kenia y desentraña el mundo del khat incidiendo en los problemas socioeconómicos y políticos que lleva consigo.